# Zhuozhou
Zhuozhou (涿州市S, ZhuōzhōuP) è una città-contea della Cina, situata nella provincia di Hebei e amministrata dalla prefettura di Baoding.